# حظ جينجر كوفي (رواية)
حظ جينجر كوفي (بالإنجليزية: The Luck of Ginger Coffey)‏ هي رواية للكاتب الكندي برايان مور، نشرت عام 1960، عن دار نشر ذا أتلانتك مانثلي في المملكة المتحدة وأندريه ديوتش في الولايات المتحدة.

## روابط خارجية
- حظ جينجر كوفي على موقع الموسوعة البريطانية (الإنجليزية)